# Maršiči, Koper
Maršiči este o localitate din comuna Koper, Slovenia, cu o populație de 11 locuitori.